# William Accambray
Pour les articles homonymes, voir Accambray.
William Accambray, né le 8 avril 1988 à Cannes, est un joueur professionnel français de handball évoluant au poste d'arrière gauche. 
Avec l'équipe de France, il est trois fois champion du monde (2011, 2015 et 2017), champion olympique en 2012 et champion d'Europe en 2014.
En club, il a remporté neuf fois le championnat de France, huit coupes de la Ligue et sept coupes de France avec le Montpellier Handball puis le Paris Saint-Germain.
William Accambray est issu d'une famille de sportifs, son père Jacques était lanceur de marteau et sa mère Isabelle lanceuse de disque. Il mesure 1,94 m pour 108 kg.

## Biographie

### Jeunesse
William Accambray nait le 8 avril 1988 à Cannes, dans les Alpes-Maritimes. Sa famille est très sportive et pratique majoritairement l'athlétisme : son père Jacques a lancé le marteau (il a participé aux Jeux olympiques de Munich et Montréal et a détenu le record de France), sa mère Isabelle le disque, sa sœur Jennifer lançait le javelot et son frère Michaël pratiquait le volley-ball puis le rugby dans les centres de formation et sélections jeunes. William Accambray commence le handball à 6 ans, il fera aussi un peu plus tard quelques années d'Athlétisme, sport où il fait partie des meilleurs français à son âge et gagne des nombreux trophées  mais préférera le handball et le sens du collectif qui règne dans ce sport.

### Parcours junior
Il évolue tour à tour à l'ASPTT Grasse jusqu'en 2002, au HBMMS pendant une saison puis au Mandelieu HB pendant deux ans. Il fréquente également le pôle espoir handball de Nice durant 3 ans aux côtés de Xavier Barachet puis il rejoint le Montpellier Handball et son centre de formation en 2005.

### À Montpellier (2005-2014)
Très rapidement après son arrivée au centre de formation du Montpellier Handball, il participe à quelques matchs avec l'équipe professionnelle : 8 matchs pour 11 buts la première année, puis 23 matchs et 43 buts en 2006-2007 et enfin 16 matchs et 39 buts la saison suivante.
En 2008, à 20 ans, il signe son premier contrat professionnel et devient l'un des meilleurs arrières du championnat.
En janvier 2011, William Accambray est retenu par Claude Onesta en tant que membre de l'équipe de France pour le championnat du monde qui se dispute en Suède, malgré ses onze petites sélections et en remplacement de Daniel Narcisse, il se montre très performant pour sa première compétition au plus haut niveau. Les « Bleus » parviennent à se qualifier en demi-finale face au pays hôte, après avoir remporté les phases de poule (les préliminaires comme le tour principal), infligeant même une défaite 41 à 17 au Bahreïn. Ils battent la Suède puis triomphent en prolongations du Danemark pour remporter le titre.
À la suite de sa saison, il remporte les trophées du meilleur arrière gauche du championnat, du meilleur espoir (comme l'année précédente) et du meilleur joueur du championnat, succédant à son coéquipier Nikola Karabatic ; il a durant la saison inscrit 128 buts. Fin 2011, en novembre, il prolonge son contrat avec le Montpellier Agglomération Handball qui le lie au club pour quatre nouvelles années, c'est-à-dire jusqu'en 2016.
En décembre, il se luxe un doigt de la main droite, ce qui met d'abord un doute sur sa participation au championnat d'Europe en janvier en Serbie mais il est finalement retenu par le sélectionneur. La France est favorite de l'Euro 2012 en Serbie au regard de son titre de championne du monde acquis l'année précédente et de son statut de championne d'Europe en titre. Toutefois, elle ne termine qu'avant-dernière de sa poule du tour préliminaire avec deux défaites (contre l'Espagne et la Hongrie) et une unique victoire (contre la Russie). À titre individuel, Accambray n'est pas jugé assez «déterminé» par Claude Onesta : « Il est arrivé en pensant que les choses allaient tout de suite s’ouvrir devant lui. On ne vient pas en équipe de France avec une carte de visite. On vient avec ce qu’on y emmène, ce qu’on y met. » ; elle débute ainsi le tour principal sans aucun point et inquiète sur sa capacité à atteindre le tour suivant. Difficilement, la France parvient à vaincre dans un premier temps la Slovénie 28 à 26 — William Accambray inscrivant 3 buts. Dans un second temps, la France est défaite par la Croatie, rivale de longue date qui l'élimine du tournoi ; cette élimination change la donne en vue des Jeux olympiques de 2012, prouvant que la France qui avait toujours atteint les quarts depuis 2004 n'était pas invincible. La France termine son tournoi par un nul 29 à 29 contre l'Islande où William inscrit 10 buts sur 11 tirs, lui permettant de terminer la compétition avec des statistiques un peu plus acceptables (13/22).
La saison 2011-2012 est l'occasion d'un quadruplé inédit pour le Montpellier Agglomération Handball avec une victoire dans les quatre compétitions nationales. Tout d'abord, les Montpellierains de William Accambray remportent le trophée des champions contre le Chambéry Savoie Handball 30 à 23. Ensuite, le 11 décembre 2011, Montpellier triomphe du Saint-Raphaël Var HB et remporte la coupe de la Ligue. En mars 2012 en ligue des champions, Montpellier affronte dès les huitièmes les champions d'Europe en titre : le FC Barcelone. Malgré une victoire 30-28 à l'aller, le MAHB est écrasé par les Espagnols 36 à 20 et est donc éliminé de la compétition.
Le 15 avril 2012, le MAHB remporte la coupe de France 29 à 25 contre l'US Ivry après avoir battu le HBC Nantes en demi-finale le 29 mars. À trois journées de la fin du championnat, Montpellier sait déjà qu'il sera champion de France, son dauphin Chambéry n'ayant plus la possibilité de les rattraper. William Accambray exulte sur Twitter : « Champion de France !!!!!!!!!!!!!! 4 titres Nationaux cette saison !!!! ».
À l'occasion des Jeux olympiques de Londres, le sélectionneur de l'équipe de France, Claude Onesta, le retient au titre de « réserviste », joker de l'équipe en cas de blessure. Un jour avant les quarts de finale face à l'Espagne, une contracture de Guillaume Joli décide Onesta à le faire entrer dans le groupe. Il inscrit sept des 23 buts français (en seulement une mi-temps) dont le dernier qui assure la victoire à la France à la dernière seconde du terme du match. En demi-finale, face à l'équipe de Croatie, il participe à la qualification de la France en finale en inscrivant 3 buts en quelques minutes. En finale, les « Experts » affrontent une équipe qu'ils ont déjà battue en qualifications : la Suède ; en rééditant cette performance, la France devient la première nation à conserver son titre en handball et William Accambray remporte son premier titre olympique
La saison 2012/2013 est difficile pour le Montpellier Agglomération Handball qui perd beaucoup de ses joueurs cadres avec l'émergence du Paris Saint-Germain Handball puis à cause de l'affaire des paris truqués. Malgré cela, William fait une grosse saison et finit meilleur arrière gauche du championnat et remporte une Coupe de France en finale à Bercy face au Paris Saint-Germain.
En janvier 2014, il participe avec l'équipe de France au Championnat d'Europe 2014. A seulement 25 ans, il a déjà remporté les trois titres majeurs : il est champion du monde, olympique et d’Europe. En avril 2014, après des semaines de rumeurs, il signe son transfert pour le PSG Handball dès la fin de saison et ce pour 3 ans. Les difficultés financières du club montpellierain sont la cause première de ce départ, tout comme celui de Wissem Hmam.

### Passage au PSG
Sa première saison au PSG est plutôt dans la continuité de sa période montpelliéraine puisqu'en championnat, il joue 20 matchs pour 67 marqués. Mais lors d'un match en équipe de France pour les éliminatoires de l'Euro 2016 disputé le 1er mai, il se blesse au genou.
Après 10 mois d’absence, il fait son retour en février 2016 mais il n’a plus la confiance de son entraîneur au PSG et n’est pas retenu dans la sélection française pour les Jeux olympiques de 2016.
La situation se dégrade encore lors de la saison 2016-2017 : « Aujourd’hui, je joue pour moi, tout simplement, parce que je n’attends plus rien ici. Je sais que le coach n’attend rien de moi, me laisse que des miettes et limite me balance sur le terrain à sa guise donc j’ai décidé de prendre du plaisir pour moi, pour les gens qui me supportent dans les tribunes, pour ma famille et mes amis qui viennent me voir. Et la seule chose que je donne, c’est pour moi et ces gens-là ».
Après avoir refusé une prolongation de contrat et même « pensé arrêter le handball », le départ vers un autre club est inéluctable et prend la direction du club hongrois du Veszprém KSE.

### En Europe de l'Est
Si dans un premier temps William Accambray reprend goût au handball, il est victime d'une déchirure d'un tendon d'Achille en décembre 2017 : il est ainsi forfait pour l'Euro 2018 alors qu'il venait d'être appelé dans le groupe de 21 joueurs pour la préparation de la compétition et voit sa saison terminée.
Peu utilisé au début de la saison 2018/19, il est prêté en octobre au club slovène du Rokometni klub Celje pour le reste de la saison.
En mai 2019, il est libéré de son contrat à Veszprém et signe un contrat d'un an dans le club biélorusse du HC Meshkov Brest, avec lequel il est champion de Biélorussie après que la saison 2019-2020 a été définitivement arrêtée le 25 avril 2020 pour cause de pandémie de coronavirus

### Retour en France
2020 marque son retour en France au Pays d'Aix UC.
En mars 2023, il signe un contrat de deux ans au Saran Loiret Handball, alors en Proligue

## Style de jeu
William Accambray évolue au poste d'arrière gauche et, parfois, au poste de demi-centre. Il est réputé pour sa détente verticale et sa puissance de tir exceptionnelle, ce qui en fait un joueur très redoutable sur les tirs de loin. Particulièrement reconnu pour ses qualités physiques, il était ainsi capable, lors de la préparation des Jeux olympiques de Londres, de se hisser avec une seule jambe sur un banc haut d’une trentaine de centimètres, puis d’y rester quelques secondes en équilibre, avec sur les épaules une barre chargée à 220 kg. Il est capable de renverser totalement le cours d'un match. Ce fut notamment le cas lors de ces mêmes Jeux olympiques, lors du quart de finale contre l'Espagne, match au cours duquel il inscrivit sept buts en quelques minutes, dont le but vainqueur à la dernière seconde de jeu.

## Palmarès

### Club
Compétitions nationales
- Vainqueur du Championnat de France (9) : 2006, 2008, 2009, 2010, 2011, 2012, 2015, 2016, 2017
- Vainqueur de la Coupe de France (7) : 2006, 2008, 2009, 2010, 2012, 2013 , 2015
- Vainqueur de la Coupe de la Ligue (8) : 2006, 2007, 2008, 2010, 2011, 2012, 2014, 2017
- Vainqueur du Trophée des champions (4) : 2010-2011, 2011-2012, 2014-2015, 2015-2016, 2016-17
- Vainqueur de la Coupe de Hongrie (1) : 2018
- Finaliste du Championnat de Hongrie (1) : 2018
- Vainqueur du Championnat de Slovénie (1) : 2019
- Vainqueur du Championnat de Biélorussie (1) : 2020.

Compétitions internationales
- Ligue des champions
  - Finaliste (1) : 2017
  - Troisième (1) : 2016
- Finaliste de la Coupe de l'EHF (C3) (1) : 2014

### Sélection nationale
Jeux olympiques
- Médaille d'or aux Jeux olympiques 2012 de Londres  Royaume-Uni

Championnats du monde 
- Médaille d'or au Championnat du monde 2011 en  Suède
- 6e du Championnat du monde 2013 en Espagne
- Médaillé d'or au Championnat du monde 2015 au  Qatar
- Médaille d'or au Championnat du monde 2017 en  France ;

Championnats d'Europe
- 11e au Championnat d'Europe 2012 en Serbie
- Médaille d'or au Championnat d'Europe 2014 au  Danemark

Autres
- Médaille d'argent aux Jeux méditerranéens 2009 de Pescara,  Italie avec France A'
- Médaille de bronze au championnat d'Europe des moins de 20 ans en 2008 en Roumanie avec France junior

### Distinctions personnelles
- Meilleur joueur du championnat de France (1) : 2011[6]
- Meilleur arrière gauche du championnat de France (3) : 2010, 2011[6], 2013
- Meilleur espoir du championnat de France (2) : 2010[6], 2011[6]
- Meilleur arrière gauche du championnat d'Europe des moins de 20 ans (1) : 2008

## Décoration
- Chevalier de la Légion d'honneur en 2013[33]

## Galerie

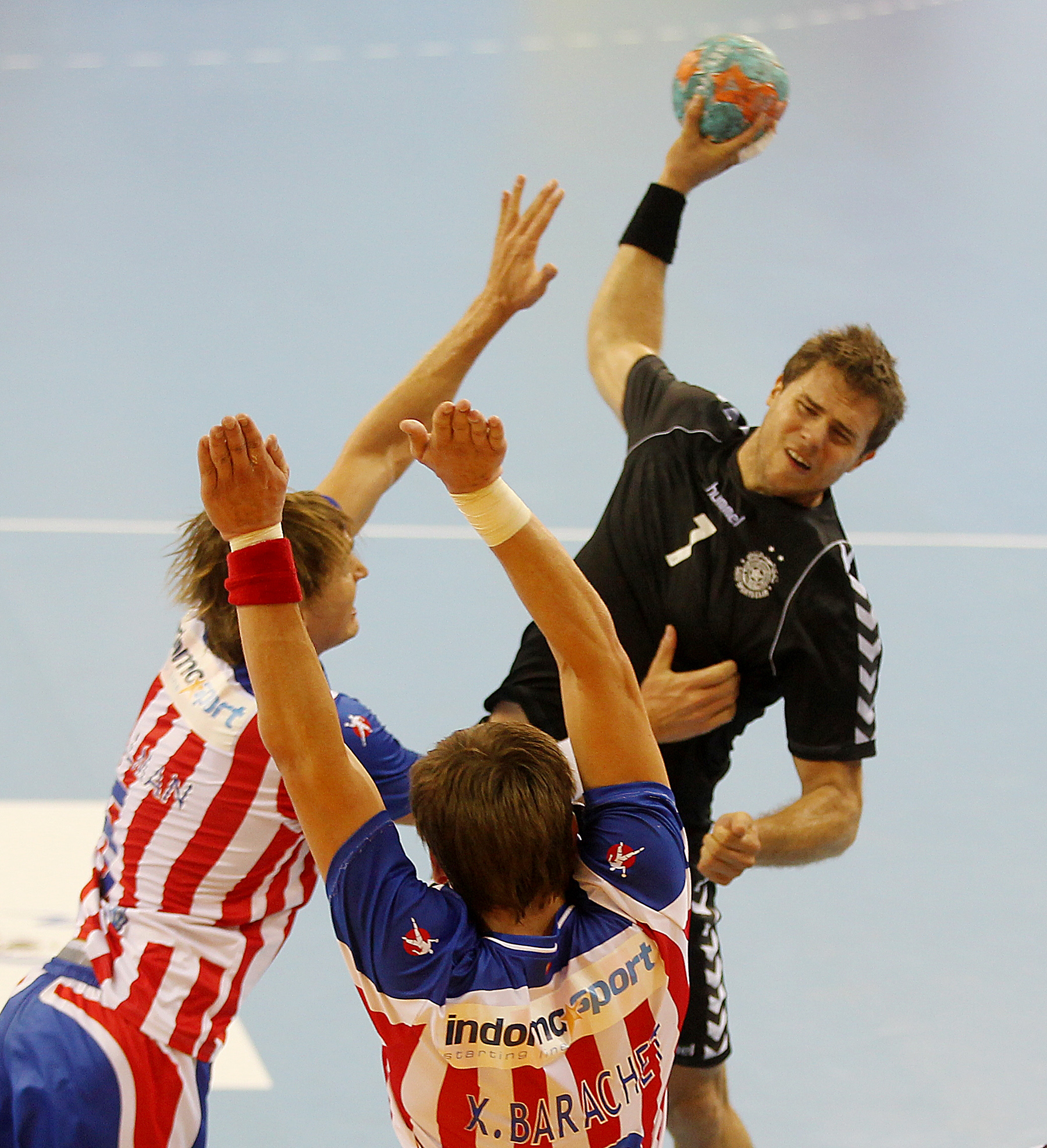
Lors de la Coupe du monde des clubs 2012.
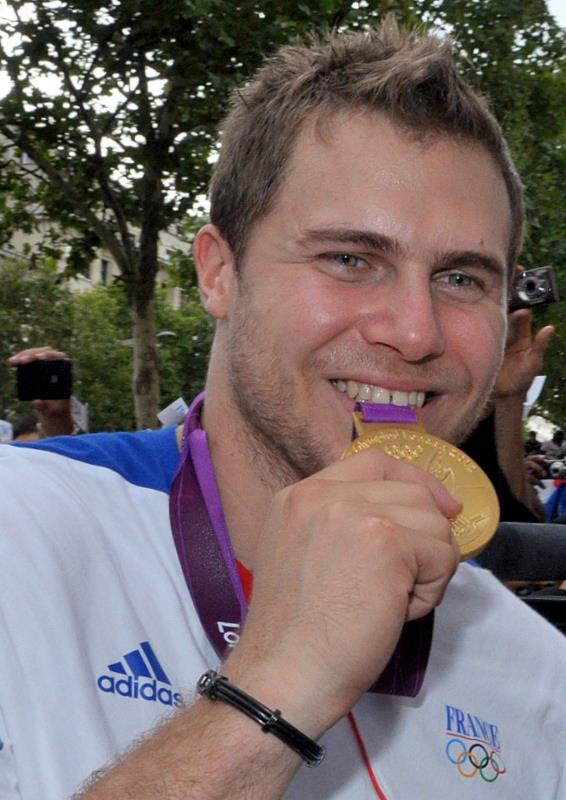
Avec l'or olympique en 2012
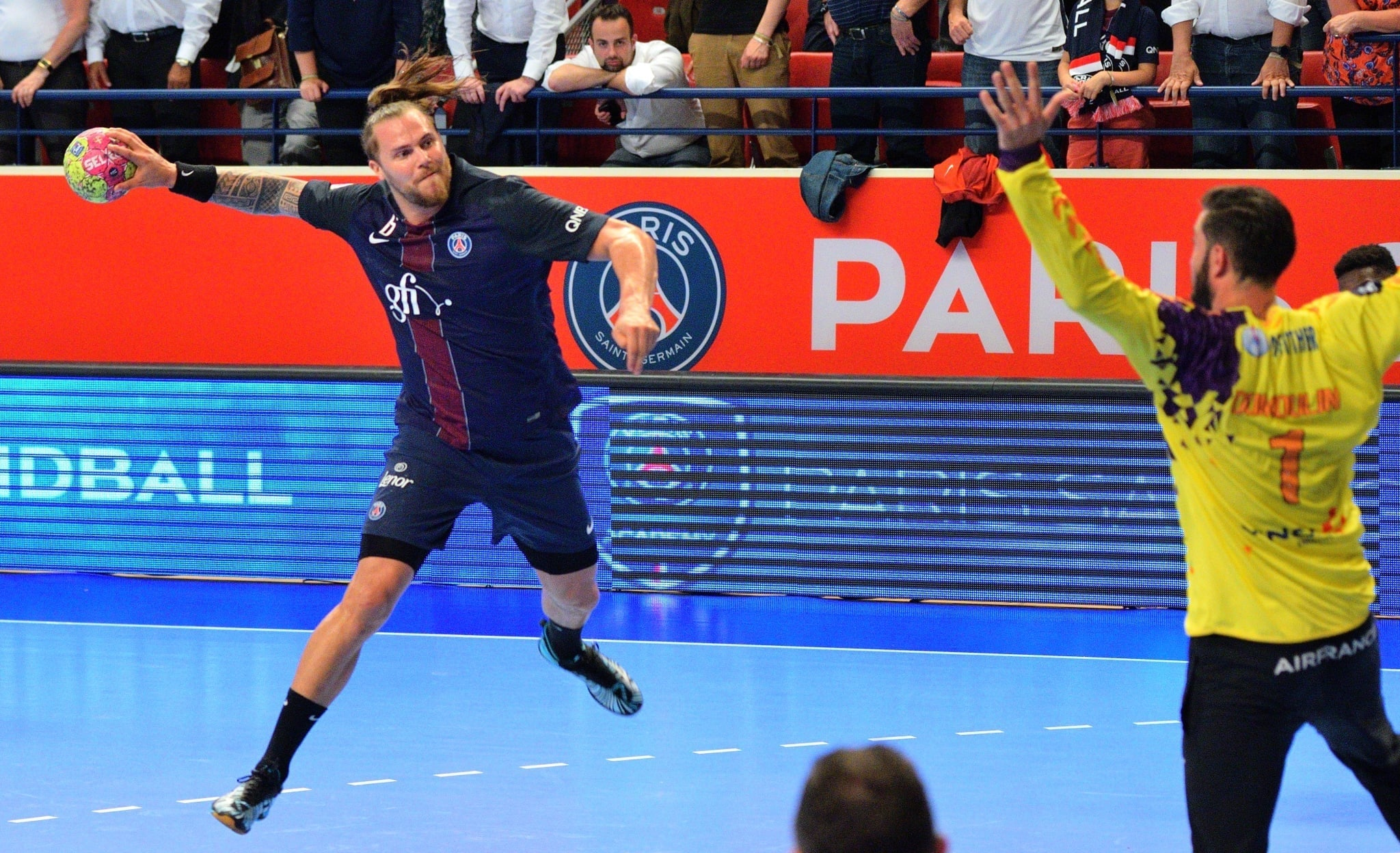
Dernier match avec le Paris Saint-Germain en juin 2017
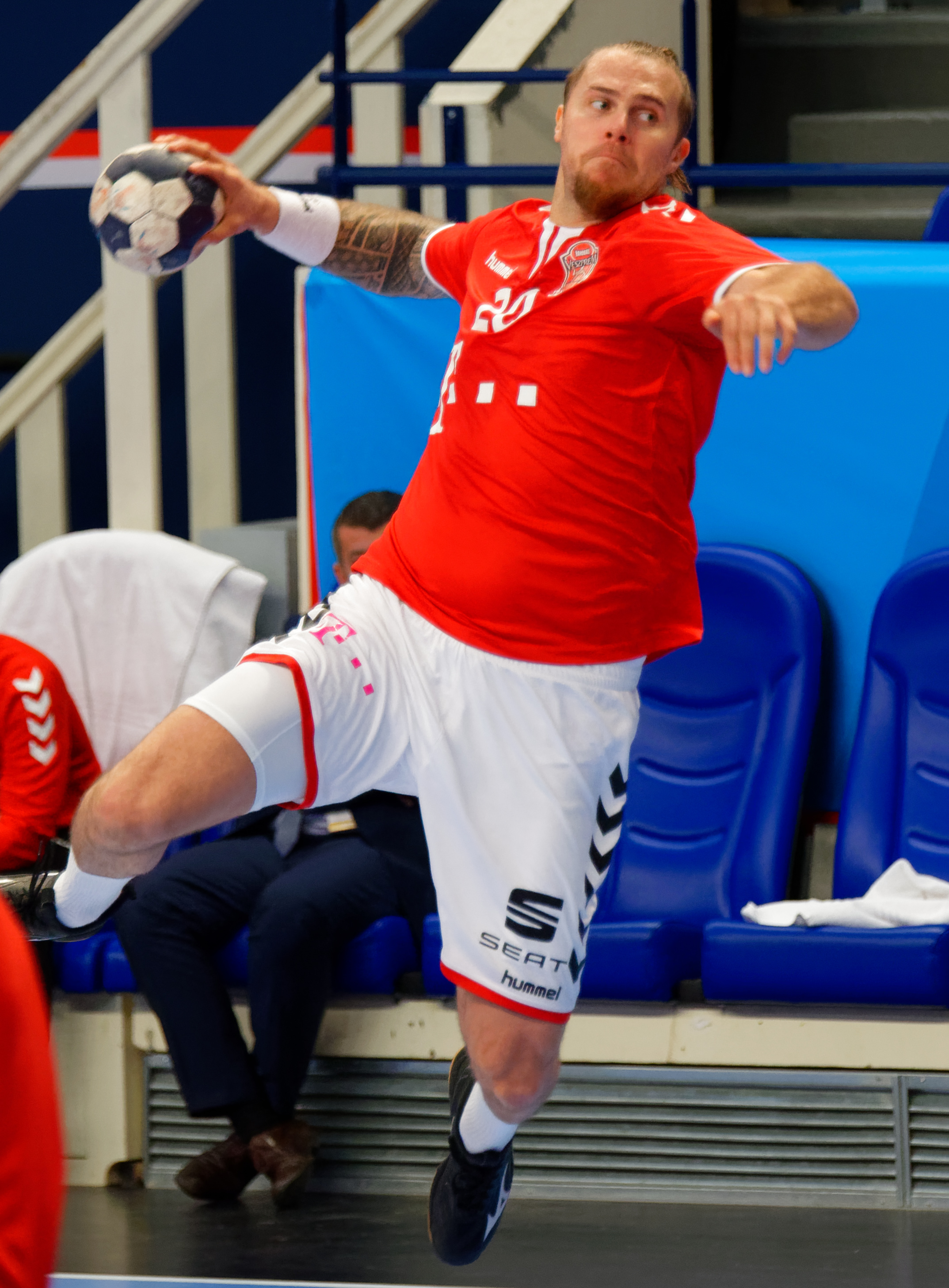
Avec Veszprem en novembre 2017